# Villanova Mondovì
Villanova Mondovì är en ort och kommun i provinsen Cuneo i regionen Piemonte i Italien. Kommunen hade 5 794 invånare (2018).